# Аграмматизм
Аграммати́зм — нарушение речи, проявляющееся в трудностях при порождении или восприятии предложений. Все люди, страдающие аграмматизмом, имеют повреждения мозга в районе сильвиевой борозды.

## Аграмматизм в восприятии речи
Основными симптомами аграмматизма в восприятии речи являются:
- затруднённое восприятие предложений, в которых семантические роли участников могут быть обращены (так, Кошка преследует собаку понимается хуже, нежели Кошка пьёт молоко, потому что ситуация «молоко пьёт кошку» невозможна);
- затруднённое восприятие предложений с порядком слов, отклоняющимся от базового для данного языка;
- затруднённое восприятие предложений со сложной синтаксической структурой по сравнению с более простыми.

Симптомы аграмматизма, связанного с восприятием речи, могут быть выявлены в ходе эксперимента, в котором испытуемому предлагается определить, какой из демонстритуемых рисунков соответствует предъявляемому экспериментатором предложению.

## Аграмматизм в порождении речи
Аграмматизм в порождении речи характеризуется:
- простотой и бедностью разнообразия синтаксических структур порождаемых предложений (или отсутствием полноценных предложений);
- опущением служебных слов (артиклей, предлогов, вспомогательных глаголов) и местоимений. В языках, имеющих словоизменение, могут опускаться флексии[3];
- низким темпом речи. С точки зрения теории адаптации (англ. adaptation theory), это связано с попыткой больного приспособиться к нарушению своей речи, состоящему в замедлении процесса её обработки;
- затруднённостью порождения предложений с нетипичным порядком слов.

## Подходы к объяснению
Существуют различные подходы к объяснению аграмматизма в порождении речи: так, гипотеза удаления следов (англ. trace deletion hypothesis) предполагает, что нарушение речи при аграмматизме состоит в исчезновении в процессе обработки предложения следов, возникающих в ходе трансформаций передвижения; гипотеза отображения (англ. mapping hypothesis) утверждает, что нарушается механизм интерпретации синтаксических структур в терминах семантических ролей; предполагается также, что нарушения связаны с уменьшением доступной памяти и т. д. Что касается восприятия речи, предполагается, что при нарушении обработки того или иного узла дерева синтаксической структуры расположенные выше него узлы не могут быть обработаны.